# КК Црвена звезда сезона 2017/18.
Сезона 2017/18 КК Црвена звезда обухвата све резултате и остале информације везане за наступ Црвене звезде у сезони 2017/18. и то у следећим такмичењима: Евролига, Јадранска лига, Суперлига Србије и Куп Радивоја Кораћа. У овој сезони Црвена звезда је сакупила 50 победа и 29 пораза.

## Прелазни рок
Истекли уговори по завршетку сезоне 2016/17: Дејан Радоњић, Нејт Волтерс, Бранко Лазић, Марко Симоновић и Дион Томпсон.
- 28. јун 2017: Чарлс Џенкинс је потписао двогодишњи уговор са Химкијем, а Црвеној звезди је том приликом припало обештећење у износу од 100.000 долара.[1]
- 29. јун 2017: Лука Митровић, капитен Звезде од 2014. до 2017. године, потписао је трогодишњи уговор са Брозеом из Бамберга. Црвена звезда је од овог трансфера на име обештећења приходовала суму од 220.000 евра.[2]
- 4. јул 2017: Марко Симоновић је потписао за Зенит из Санкт Петербурга. Он је Црвену звезду напустио као слободан играч.[3]
- 10. јул 2017: Објављено је да сарадња са тренером Дејаном Радоњићем неће бити настављена.[4]
- 13. јул 2017: Бранко Лазић је потписао нови двогодишњи уговор са Црвеном звездом. Том приликом поверена му је и улога капитена црвено-белих.[5]
- 14. јул 2017: Стефан Јовић је потписао двогодишњи уговор са Бајерном из Минхена. Према наводима медија, Звезда је од овог трансфера зарадила 160.000 евра.[6]
- 14. јул 2017: Марко Гудурић је потписао четворогодишњи (3+1) уговор са Фенербахчеом. Црвено-бели су од овог трансфера на име обештећења инкасирали чак милион евра. Звезда такође полаже право и на 20% од укупне суме приликом наредног трансфера Гудурића.[7]
- 15. јул 2017: Објављено је да је нови тренер Душан Алимпијевић, док ће му нови помоћници бити Миленко Топић и Слободан Љуботина.[8][9]
- 26. јул 2017: Огњен Кузмић је потписао двогодишњи уговор са Реалом из Мадрида.
- 28. јул 2017: Марко Кешељ је потписао двогодишњи уговор са Црвеном звездом.[10]
- 29. јул 2017: Стефан Јанковић је потписао трогодишњи уговор са Црвеном звездом.[11]
- 29. јул 2017: Никола Јовановић је потписао трогодишњи уговор са Црвеном звездом.[12]
- 1. август 2017: Никола Радичевић је потписао трогодишњи уговор са Црвеном звездом.[13]
- 2. август 2017: Џејмс Фелдин је потписао двогодишњи уговор са Црвеном звездом.[14]
- 11. август 2017: Матијас Лесор је потписао трогодишњи уговор са Црвеном звездом.[15]
- 1. септембар 2017: Тејлор Рочести је потписао једногодишњи уговор са Црвеном звездом.[16]
- 11. септембар 2017: Перо Антић је потписао једногодишњи уговор са Црвеном звездом.[17]
- 13. септембар 2017: Драган Апић, Дејан Давидовац и Стефан Лазаревић су и званично прикључени првом тиму Црвене звезде. Сва тројица су са клубом потписали нове четворогодишње уговоре.[18]
- 15. септембар 2017: Објављено је да су Петар Ракићевић и Бориша Симанић прослеђени на позајмицу ФМП-у.
- 9. децембар 2017: Дилан Енис је потписао уговор на две и по године са Црвеном звездом.[19]
- 14. децембар 2017: Драган Апић и Стефан Лазаревић су поново прослеђени на позајмицу ФМП-у.[20]
- 20. јануар 2018: Ален Омић је потписао уговор са Црвеном звездом до краја сезоне.[21]
- 22. јануар 2018: Црвена звезда и Никола Радичевић споразумно су раскинули уговор. Радичевић је каријеру наставио у екипи Гран Канарије.[22]
- 16. април 2018: Црвена звезда и Дилан Енис споразумно су раскинули уговор. Алекса Раданов је враћен са позајмице ФМП-у. Филип Човић је потписао уговор са црвено-белима до краја сезоне.[23]
- 17. април 2018: Црвена звезда и Милко Бјелица су раскинули уговор. Бјелица је каријеру наставио у клубу Сарагоса 2002.
- 7. мај 2018: Црвена звезда је споразумно раскинула уговор и са тренером Душаном Алимпијевићем. Екипу је преузео Миленко Топић, дотадашњи Алимпијевићев помоћник.[24]

## Тим
| Број   | Број   | Позиција               | Име               | Националност                                       | Напомене |
| ------ | ------ | ---------------------- | ----------------- | -------------------------------------------------- | --- |
| 3      | 3      | плејмејкер             | Филип Човић       | Србија                                             | Стигао 16. априла 2018. из ФМП-а.                                                                                      |
| 4      | 4      | крило                  | Марко Кешељ       | Србија                                             | |
| 5      | 5      | плејмејкер             | Никола Радичевић  | Србија                                             | 22. јануара 2018. раскинуо уговор са Звездом и прешао у Гран Канарију.                                                 |
| 6      | 6      | крило                  | Немања Дангубић   | Србија                                             | |
| 7      | 7      | бек                    | Дејан Давидовац   | Србија                                             | |
| 8      | 8      | центар                 | Драган Апић       | Србија                                             | 14. децембра 2017. прослеђен на позајмицу ФМП-у.                                                                       |
| 10     | 10     | бек                    | Бранко Лазић      | Србија                                             | Капитен. |
| 11     | 11     | крило                  | Стефан Лазаревић  | Србија                                             | 14. децембра 2017. прослеђен на позајмицу ФМП-у.                                                                       |
| 11     | 11     | бек                    | Алекса Раданов    | Србија                                             | Стигао 16. априла 2018. из ФМП-а.                                                                                      |
| 12     | 12     | крилни центар          | Перо Антић        | Северна Македонија · Србија                        | |
| 13     | 13     | бек                    | Огњен Добрић      | Србија                                             | |
| 14     | 14     | бек                    | Џејмс Фелдин      | Доминиканска Република · Сједињене Америчке Државе | |
| 16     | 16     | крилни центар          | Стефан Јанковић   | Канада · Србија                                    | |
| 22     | 22     | плејмејкер             | Тејлор Рочести    | Сједињене Америчке Државе · Црна Гора              | |
| 23     | 23     | центар                 | Ален Омић         | Словенија · Босна и Херцеговина                    | Стигао 20. јануара 2018. из јерусалимског Хапоела.                                                                     |
| 26     | 26     | крилни центар / центар | Матијас Лесор     | Француска                                          | |
| 31     | 31     | плејмејкер             | Дилан Енис        | Јамајка · Канада                                   | Стигао 9. децембра 2017. из Мега Бемакса. Већ 16. априла 2018. је раскинуо уговор са Звездом и прешао у Сарагосу 2002. |
| 32     | 32     | крилни центар / центар | Никола Јовановић  | Србија                                             | |
| 51     | 51     | крилни центар          | Милко Бјелица     | Србија · Црна Гора                                 | 17. априла 2018. је раскинуо уговор са Звездом и прешао у Сарагосу 2002.                                               |
| Тренер | Тренер | Тренер                 | Душан Алимпијевић | Србија                                             | 7. маја 2018. је раскинуо уговор са Звездом.                                                                           |
| Тренер | Тренер | Тренер                 | Миленко Топић     | Србија                                             | 7. маја 2018. је преузео позицију главног тренера.                                                                     |

### План позиција
| Поз. | Прва петорка    | Прве замене      | Друге замене   | Резерве         |
| ---- | --------------- | ---------------- | -------------- | --------------- |
| Ц    | Матијас Лесор   | Ален Омић        | Перо Антић     |                 |
| КЦ   | Стефан Јанковић | Никола Јовановић |                |                 |
| К    | Бранко Лазић    | Огњен Добрић     | Марко Кешељ    | Немања Дангубић |
| Б    | Џејмс Фелдин    | Дејан Давидовац  | Алекса Раданов |                 |
| П    | Тејлор Рочести  | Филип Човић      |                |                 |

## Промене у саставу
| - Марко Кешељ (из Остенде) - Стефан Јанковић (из Ири бејхокси) - Никола Јовановић (из Вестчестер никси) - Никола Радичевић (из Севиља) - Џејмс Фелдин (из Панатинаикос) - Матијас Лесор (из Нантер 92) - Тејлор Рочести (из Локомотива Кубањ) - Перо Антић (из Фенербахче) - Драган Апић (из ФМП) - Дејан Давидовац (из ФМП) - Стефан Лазаревић (из ФМП) - Дилан Енис (из Мега Бемакс) - Ален Омић (из Хапоел Јерусалим) - Филип Човић (из ФМП) - Алекса Раданов (из ФМП) | - Дион Томпсон (у Мирафлорес) - Нејт Волтерс (у Јута џез) - Марко Симоновић (у Зенит Санкт Петербург) - Чарлс Џенкинс (у Химки) - Лука Митровић (у Брозе Бамберг) - Стефан Јовић (у Бајерн Минхен) - Марко Гудурић (у Фенербахче) - Огњен Кузмић (у Реал Мадрид) - Бориша Симанић (у ФМП, позајмица) - Петар Ракићевић (у ФМП, позајмица) - Драган Апић (у ФМП, позајмица) - Стефан Лазаревић (у ФМП, позајмица) - Никола Радичевић (у Гран Канарија) - Дилан Енис (у Сарагоса 2002) - Милко Бјелица (у Сарагоса 2002) |

## Евролига

### Табела
|    | Тим                             | Игр. | Поб. | Изг. | П+   | П-   | П+/- | Бод |
| -- | ------------------------------- | ---- | ---- | ---- | ---- | ---- | ---- | --- |
| 1  | ЦСКА Москва                     | 30   | 24   | 6    | 2675 | 2377 | +298 | 54  |
| 2  | Фенербахче Догуш                | 30   | 21   | 9    | 2381 | 2208 | +173 | 51  |
| 3  | Олимпијакос                     | 30   | 19   | 11   | 2268 | 2250 | +18  | 49  |
| 4  | Панатинаикос Суперфудс          | 30   | 19   | 11   | 2334 | 2291 | +43  | 49  |
| 5  | Реал Мадрид                     | 30   | 19   | 11   | 2576 | 2375 | +201 | 49  |
| 6  | Жалгирис                        | 30   | 18   | 12   | 2417 | 2389 | +28  | 48  |
| 7  | Басконија                       | 30   | 16   | 14   | 2487 | 2373 | +114 | 46  |
| 8  | Химки                           | 30   | 16   | 14   | 2338 | 2352 | -14  | 46  |
| 9  | Уникаха                         | 30   | 13   | 17   | 2347 | 2435 | -88  | 43  |
| 10 | Макаби ФОКС                     | 30   | 13   | 17   | 2440 | 2530 | -90  | 43  |
| 11 | Валенсија                       | 30   | 12   | 18   | 2336 | 2420 | -84  | 42  |
| 12 | Брозе Бамберг                   | 30   | 11   | 19   | 2309 | 2446 | -137 | 41  |
| 13 | Барселона Ласа                  | 30   | 11   | 19   | 2456 | 2404 | +52  | 41  |
| 14 | Црвена звезда МТС               | 30   | 11   | 19   | 2333 | 2515 | -182 | 41  |
| 15 | Армани ексчејнџ Олимпија Милано | 30   | 10   | 20   | 2407 | 2530 | -123 | 40  |
| 16 | Анадолу Ефес                    | 30   | 7    | 23   | 2321 | 2530 | -209 | 37  |

- НАПОМЕНА: Поени постигнути у продужецима нису урачунати у табели, а не користе се ни за одређивање предности у случају да су тимови изједначени.

Легенда:
| 13. 10. 2017. 19:00 Извештај |                                                             | Жалгирис | 78 : 76                      | Црвена звезда МТС | Жалгирис арена, Каунас Гледаоци: 11.456 |  |
| 13. 10. 2017. 19:00 Извештај | Четвртине: 15:13, 28:27, 10:17, 25:19                       |          |                              |                   | Жалгирис арена, Каунас Гледаоци: 11.456 |  |
| 13. 10. 2017. 19:00 Извештај | Поени: Јанкунас 15 Скокови: Улановас 6 Асистенције: Мицић 4 |          | Бјелица 18 Лесор 5 Рочести 7 |                   | Жалгирис арена, Каунас Гледаоци: 11.456 |  |

| 20. 10. 2017. 19:00 Извештај |                                                                  | Црвена звезда МТС | 90 : 82                     | Барселона Ласа | Хала Пионир, Београд Гледаоци: 6.086 |  |
| 20. 10. 2017. 19:00 Извештај | Четвртине: 24:13, 20:19, 18:25, 28:25                            |                   |                             |                | Хала Пионир, Београд Гледаоци: 6.086 |  |
| 20. 10. 2017. 19:00 Извештај | Поени: Бјелица 23 Скокови: Антић, Лесор 9 Асистенције: Рочести 7 |                   | Серафен 16 Томић 8 Ертел 11 |                | Хала Пионир, Београд Гледаоци: 6.086 |  |

| 24. 10. 2017. 19:00 Извештај |                                                          | Химки | 85 : 78                     | Црвена звезда МТС | Арена Митишчи, Москва Гледаоци: 5.198 |  |
| 24. 10. 2017. 19:00 Извештај | Четвртине: 20:28, 23:16, 21:11, 21:23                    |       |                             |                   | Арена Митишчи, Москва Гледаоци: 5.198 |  |
| 24. 10. 2017. 19:00 Извештај | Поени: Андерсон 24 Скокови: Томас 10 Асистенције: Швед 9 |       | Фелдин 14 Лесор 8 Рочести 5 |                   | Арена Митишчи, Москва Гледаоци: 5.198 |  |

| 26. 10. 2017. 19:00 Извештај |                                                          | Црвена звезда МТС | 87 : 84                | Макаби ФОКС | Комбанк арена, Београд Гледаоци: 8.230 |  |
| 26. 10. 2017. 19:00 Извештај | Четвртине: 19:24, 20:25, 23:12, 25:23                    |                   |                        |             | Комбанк арена, Београд Гледаоци: 8.230 |  |
| 26. 10. 2017. 19:00 Извештај | Поени: Рочести 22 Скокови: Лазић 7 Асистенције: Фелдин 8 |                   | Томас 28 Тајус 8 Кол 6 |             | Комбанк арена, Београд Гледаоци: 8.230 |  |

| 2. 11. 2017. 18:00 Извештај |                                                          | Црвена звезда МТС | 69 : 75                        | Брозе Бамберг | Комбанк арена, Београд Гледаоци: 5.892 |  |
| 2. 11. 2017. 18:00 Извештај | Четвртине: 18:30, 16:13, 19:16, 16:16                    |                   |                                |               | Комбанк арена, Београд Гледаоци: 5.892 |  |
| 2. 11. 2017. 18:00 Извештај | Поени: Рочести 22 Скокови: Лесор 9 Асистенције: Фелдин 4 |                   | Рубит 15 Радошевић 7 Николић 4 |               | Комбанк арена, Београд Гледаоци: 5.892 |  |

| 10. 11. 2017. 20:45 Извештај |                                                                    | Уникаха | 79 : 65                                         | Црвена звезда МТС | Палата спортова Хосе Марија Мартин Карпена, Малага Гледаоци: 7.521 |  |
| 10. 11. 2017. 20:45 Извештај | Четвртине: 22:12, 23:19, 18:19, 16:15                              |         |                                                 |                   | Палата спортова Хосе Марија Мартин Карпена, Малага Гледаоци: 7.521 |  |
| 10. 11. 2017. 20:45 Извештај | Поени: Недовић 17 Скокови: Брукс 7 Асистенције: Макалум, Недовић 4 |         | Лесор, Рочести, Фелдин 10 Јовановић 8 Рочести 6 |                   | Палата спортова Хосе Марија Мартин Карпена, Малага Гледаоци: 7.521 |  |

| 15. 11. 2017. 19:00 Извештај |                                                                        | Црвена звезда МТС | 59 : 85                         | ЦСКА Москва | Комбанк арена, Београд Гледаоци: 13.467 |  |
| 15. 11. 2017. 19:00 Извештај | Четвртине: 10:22, 17:22, 7:21, 25:20                                   |                   |                                 |             | Комбанк арена, Београд Гледаоци: 13.467 |  |
| 15. 11. 2017. 19:00 Извештај | Поени: Рочести 15 Скокови: Бјелица, Јовановић 6 Асистенције: Рочести 5 |                   | Де Коло 16 Хантер 10 Родригез 9 |             | Комбанк арена, Београд Гледаоци: 13.467 |  |

| 17. 11. 2017. 20:00 Извештај |                                                                    | Олимпијакос | 85 : 59                          | Црвена звезда МТС | Дворана мира и пријатељства, Атина Гледаоци: 7.841 |  |
| 17. 11. 2017. 20:00 Извештај | Четвртине: 22:13, 25:24, 20:12, 18:10                              |             |                                  |                   | Дворана мира и пријатељства, Атина Гледаоци: 7.841 |  |
| 17. 11. 2017. 20:00 Извештај | Поени: Томпсон 14 Скокови: Милутинов 12 Асистенције: Стрелнијекс 5 |             | Рочести 20 Рочести 6 Радичевић 5 |                   | Дворана мира и пријатељства, Атина Гледаоци: 7.841 |  |

| 23. 11. 2017. 21:00 Извештај |                                                          | Црвена звезда МТС | 81 : 85                        | Басконија | Комбанк арена, Београд Гледаоци: 5.467 |  |
| 23. 11. 2017. 21:00 Извештај | Четвртине: 17:22, 21:25, 19:17, 24:21                    |                   |                                |           | Комбанк арена, Београд Гледаоци: 5.467 |  |
| 23. 11. 2017. 21:00 Извештај | Поени: Лесор 19 Скокови: Бјелица 6 Асистенције: Фелдин 6 |                   | Фојтман 17 Фојтман 8 Фојтман 5 |           | Комбанк арена, Београд Гледаоци: 5.467 |  |

| 1. 12. 2017. 21:00 Извештај |                                                                    | Реал Мадрид | 83 : 87                        | Црвена звезда МТС | Палата спортова Покрајине Мадрид, Мадрид Гледаоци: 9.239 |  |
| 1. 12. 2017. 21:00 Извештај | Четвртине: 24:19, 15:27, 19:21, 25:20                              |             |                                |                   | Палата спортова Покрајине Мадрид, Мадрид Гледаоци: 9.239 |  |
| 1. 12. 2017. 21:00 Извештај | Поени: Дончић 20 Скокови: Рејес 8 Асистенције: Дончић, Фернандез 5 |             | Рочести 18 Бјелица 6 Рочести 7 |                   | Палата спортова Покрајине Мадрид, Мадрид Гледаоци: 9.239 |  |

| 8. 12. 2017. 19:00 Извештај |                                                          | Црвена звезда МТС | 100 : 81                                     | Анадолу Ефес | Хала Пионир, Београд Гледаоци: 6.123 |  |
| 8. 12. 2017. 19:00 Извештај | Четвртине: 29:23, 21:21, 24:18, 26:19                    |                   |                                              |              | Хала Пионир, Београд Гледаоци: 6.123 |  |
| 8. 12. 2017. 19:00 Извештај | Поени: Фелдин 29 Скокови: Лесор 9 Асистенције: Рочести 6 |                   | Данстон 16 Штимац 8 Адамс, Данстон, Драгић 4 |              | Хала Пионир, Београд Гледаоци: 6.123 |  |

| 15. 12. 2017. 20:30 Извештај |                                                                  | Валенсија | 82 : 86                      | Црвена звезда МТС | Арена Фуенте Сан Луис, Валенсија Гледаоци: 6.715 |  |
| 15. 12. 2017. 20:30 Извештај | Четвртине: 22:26, 16:14, 25:16, 19:30                            |           |                              |                   | Арена Фуенте Сан Луис, Валенсија Гледаоци: 6.715 |  |
| 15. 12. 2017. 20:30 Извештај | Поени: Сан Еметерио 17 Скокови: Дубљевић 10 Асистенције: Вивес 5 |           | Фелдин 26 Бјелица 9 Фелдин 5 |                   | Арена Фуенте Сан Луис, Валенсија Гледаоци: 6.715 |  |

| 19. 12. 2017. 18:45 Извештај |                                                          | Фенербахче Догуш | 82 : 56                      | Црвена звезда МТС | Спортска арена Улкер, Истанбул Гледаоци: 10.439 |  |
| 19. 12. 2017. 18:45 Извештај | Четвртине: 17:11, 24:22, 21:9, 20:14                     |                  |                              |                   | Спортска арена Улкер, Истанбул Гледаоци: 10.439 |  |
| 19. 12. 2017. 18:45 Извештај | Поени: Весели 15 Скокови: Весели 8 Асистенције: Слукас 8 |                  | Добрић 15 Лесор 9 Дангубић 4 |                   | Спортска арена Улкер, Истанбул Гледаоци: 10.439 |  |

| 21. 12. 2017. 19:00 Извештај |                                                             | Црвена звезда МТС | 63 : 69                                                  | Панатинаикос Суперфудс | Хала Пионир, Београд Гледаоци: 5.978 |  |
| 21. 12. 2017. 19:00 Извештај | Четвртине: 15:20, 23:21, 11:17, 14:11                       |                   |                                                          |                        | Хала Пионир, Београд Гледаоци: 5.978 |  |
| 21. 12. 2017. 19:00 Извештај | Поени: Фелдин 21 Скокови: Дангубић 6 Асистенције: Рочести 5 |                   | Гист, Денмон 16 Лоџески, Синглтон 6 Лекавичијус, Папас 4 |                        | Хала Пионир, Београд Гледаоци: 5.978 |  |

| 29. 12. 2017. 20:45 Извештај |                                                              | Армани ексчејнџ Олимпија М. | 88 : 91                     | Црвена звезда МТС | Медиоланум форум, Милано Гледаоци: 8.670 |  |
| 29. 12. 2017. 20:45 Извештај | Четвртине: 15:29, 25:16, 20:16, 28:30                        |                             |                             |                   | Медиоланум форум, Милано Гледаоци: 8.670 |  |
| 29. 12. 2017. 20:45 Извештај | Поени: Мицов 16 Скокови: Гудаитис 8 Асистенције: Чинчарини 5 |                             | Фелдин 19 Бјелица 7 Антић 5 |                   | Медиоланум форум, Милано Гледаоци: 8.670 |  |

| 5. 1. 2018. 19:00 Извештај |                                                            | Црвена звезда МТС | 77 : 65                     | Жалгирис | Хала Пионир, Београд Гледаоци: 6.123 |  |
| 5. 1. 2018. 19:00 Извештај | Четвртине: 16:18, 17:13, 15:14, 29:20                      |                   |                             |          | Хала Пионир, Београд Гледаоци: 6.123 |  |
| 5. 1. 2018. 19:00 Извештај | Поени: Рочести 16 Скокови: Лесор 9 Асистенције: Рочести 10 |                   | Пангос 19 Пангос 7 Пангос 3 |          | Хала Пионир, Београд Гледаоци: 6.123 |  |

| 12. 1. 2018. 18:30 Извештај |                                                             | Анадолу Ефес | 104 : 95                       | Црвена звезда МТС | Синан Ердем Дом, Истанбул Гледаоци: 2.682 |  |
| 12. 1. 2018. 18:30 Извештај | Четвртине: 22:21, 28:25, 27:25, 27:24                       |              |                                |                   | Синан Ердем Дом, Истанбул Гледаоци: 2.682 |  |
| 12. 1. 2018. 18:30 Извештај | Поени: Драгић 24 Скокови: Данстон 7 Асистенције: 4 играча 4 |              | Бјелица 15 Бјелица 6 Рочести 4 |                   | Синан Ердем Дом, Истанбул Гледаоци: 2.682 |  |

| 16. 1. 2018. 19:00 Извештај |                                                                    | Црвена звезда МТС | 70 : 79                          | Химки | Хала Пионир, Београд Гледаоци: 5.958 |  |
| 16. 1. 2018. 19:00 Извештај | Четвртине: 21:14, 16:17, 17:21, 16:27                              |                   |                                  |       | Хала Пионир, Београд Гледаоци: 5.958 |  |
| 16. 1. 2018. 19:00 Извештај | Поени: Рочести 27 Скокови: Лесор, Рочести 9 Асистенције: Рочести 7 |                   | Швед 29 Томас, Швед 5 Марковић 6 |       | Хала Пионир, Београд Гледаоци: 5.958 |  |

| 18. 1. 2018. 20:05 Извештај |                                                                      | Макаби ФОКС | 89 : 75                         | Црвена звезда МТС | Мивташим арена, Тел Авив Гледаоци: 10.500 |  |
| 18. 1. 2018. 20:05 Извештај | Четвртине: 23:16, 24:13, 17:23, 25:23                                |             |                                 |                   | Мивташим арена, Тел Авив Гледаоци: 10.500 |  |
| 18. 1. 2018. 20:05 Извештај | Поени: Џексон 22 Скокови: Болден, Тајус 7 Асистенције: Кол, Џексон 5 |             | Бјелица 13 Дангубић 7 Рочести 8 |                   | Мивташим арена, Тел Авив Гледаоци: 10.500 |  |

| 26. 1. 2018. 19:00 Извешај |                                                       | Црвена звезда МТС | 89 : 78                                 | Олимпијакос | Хала Пионир, Београд Гледаоци: 5.993 |  |
| 26. 1. 2018. 19:00 Извешај | Четвртине: 24:20, 19:14, 14:29, 32:15                 |                   |                                         |             | Хала Пионир, Београд Гледаоци: 5.993 |  |
| 26. 1. 2018. 19:00 Извешај | Поени: Енис 21 Скокови: Енис 8 Асистенције: Рочести 6 |                   | Спанулис 16 Папаниколау 8 Папаниколау 6 |             | Хала Пионир, Београд Гледаоци: 5.993 |  |

| 2. 2. 2018. 20:30 Извешај |                                                            | Басконија | 103 : 84                 | Црвена звезда МТС | Фернандо Буеса арена, Виторија Гледаоци: 9.622 |  |
| 2. 2. 2018. 20:30 Извешај | Четвртине: 27:17, 26:23, 22:19, 28:25                      |           |                          |                   | Фернандо Буеса арена, Виторија Гледаоци: 9.622 |  |
| 2. 2. 2018. 20:30 Извешај | Поени: Бобуа 25 Скокови: Шенгелија 7 Асистенције: Уертас 7 |           | Енис 22 Омић 4 Рочести 5 |                   | Фернандо Буеса арена, Виторија Гледаоци: 9.622 |  |

| 9. 2. 2018. 19:00 Извештај |                                                                    | Црвена звезда МТС | 100 : 89                          | Армани ексчејнџ Олимпија М. | Хала Пионир, Београд Гледаоци: 4.895 |  |
| 9. 2. 2018. 19:00 Извештај | Четвртине: 23:20, 27:25, 21:20, 29:24                              |                   |                                   |                             | Хала Пионир, Београд Гледаоци: 4.895 |  |
| 9. 2. 2018. 19:00 Извештај | Поени: Јанковић, Лесор 15 Скокови: Лесор 10 Асистенције: Рочести 9 |                   | Кузминскас 17 Тарзуски 6 Тиодор 8 |                             | Хала Пионир, Београд Гледаоци: 4.895 |  |

| 23. 2. 2018. 20:45 Извештај |                                                       | Брозе Бамберг | 86 : 62                             | Црвена звезда МТС | Брозе арена, Бамберг Гледаоци: 5.851 |  |
| 23. 2. 2018. 20:45 Извештај | Четвртине: 21:23, 25:13, 23:9, 17:17                  |               |                                     |                   | Брозе арена, Бамберг Гледаоци: 5.851 |  |
| 23. 2. 2018. 20:45 Извештај | Поени: Рајт 21 Скокови: Мусли 13 Асистенције: Зисис 6 |               | Лесор 12 Лесор 6 Бјелица, Рочести 4 |                   | Брозе арена, Бамберг Гледаоци: 5.851 |  |

| 2. 3. 2018. 19:00 Извештај |                                                                   | Црвена звезда МТС | 80 : 76                         | Уникаха | Хала Пионир, Београд Гледаоци: 4.873 |  |
| 2. 3. 2018. 19:00 Извештај | Четвртине: 24:24, 16:13, 22:15, 18:24                             |                   |                                 |         | Хала Пионир, Београд Гледаоци: 4.873 |  |
| 2. 3. 2018. 19:00 Извештај | Поени: Рочести 21 Скокови: Лесор 8 Асистенције: Рочести, Фелдин 4 |                   | Вачински 13 Огастин 9 Огастин 4 |         | Хала Пионир, Београд Гледаоци: 4.873 |  |

| 9. 3. 2018. 21:00 Извештај |                                                         | Барселона Ласа | 88 : 54                     | Црвена звезда МТС | Дворана Блауграна, Барселона Гледаоци: 4.421 |  |
| 9. 3. 2018. 21:00 Извештај | Четвртине: 17:12, 28:12, 17:25, 26:5                    |                |                             |                   | Дворана Блауграна, Барселона Гледаоци: 4.421 |  |
| 9. 3. 2018. 21:00 Извештај | Поени: Рибас 18 Скокови: Моерман 9 Асистенције: Рибас 6 |                | Рочести 13 Омић 5 Рочести 3 |                   | Дворана Блауграна, Барселона Гледаоци: 4.421 |  |

| 15. 3. 2018. 18:45 Извештај |                                                          | Црвена звезда МТС | 106 : 90                               | Валенсија | Хала Пионир, Београд Гледаоци: 4.472 |  |
| 15. 3. 2018. 18:45 Извештај | Четвртине: 23:23, 27:25, 29:19, 27:23                    |                   |                                        |           | Хала Пионир, Београд Гледаоци: 4.472 |  |
| 15. 3. 2018. 18:45 Извештај | Поени: Фелдин 30 Скокови: Лесор 7 Асистенције: Рочести 5 |                   | Мартинез 22 Дубљевић, Плајс 4 Абалде 6 |           | Хала Пионир, Београд Гледаоци: 4.472 |  |

| 20. 3. 2018. 20:15 Извештај |                                                            | Панатинаикос Суперфудс | 91 : 71                                 | Црвена звезда МТС | Олимпијска дворана Никос Галис, Атина Гледаоци: 10.000 |  |
| 20. 3. 2018. 20:15 Извештај | Четвртине: 24:15, 23:23, 30:18, 14:15                      |                        |                                         |                   | Олимпијска дворана Никос Галис, Атина Гледаоци: 10.000 |  |
| 20. 3. 2018. 20:15 Извештај | Поени: Синглтон 21 Скокови: Пејн 9 Асистенције: Калатес 10 |                        | Давидовац 17 Јанковић, Омић 7 Рочести 6 |                   | Олимпијска дворана Никос Галис, Атина Гледаоци: 10.000 |  |

| 22. 3. 2018. 19:00 Извештај |                                                           | Црвена звезда МТС | 63 : 80                    | Фенербахче Догуш | Хала Пионир, Београд Гледаоци: 4.849 |  |
| 22. 3. 2018. 19:00 Извештај | Четвртине: 17:22, 14:18, 10:25, 22:15                     |                   |                            |                  | Хала Пионир, Београд Гледаоци: 4.849 |  |
| 22. 3. 2018. 19:00 Извештај | Поени: Давидовац 18 Скокови: Лесор 6 Асистенције: Лесор 4 |                   | Диксон 25 Мели 7 Гудурић 5 |                  | Хала Пионир, Београд Гледаоци: 4.849 |  |

| 30. 3. 2018. 19:00 Извештај |                                                       | Црвена звезда МТС | 79 : 82                               | Реал Мадрид | Хала Пионир, Београд Гледаоци: 5.745 |  |
| 30. 3. 2018. 19:00 Извештај | Четвртине: 20:27, 19:16, 18:21, 22:18                 |                   |                                       |             | Хала Пионир, Београд Гледаоци: 5.745 |  |
| 30. 3. 2018. 19:00 Извештај | Поени: Омић 25 Скокови: Омић 10 Асистенције: Фелдин 9 |                   | Дончић 24 Дончић, Рејес 9 Фернандез 5 |             | Хала Пионир, Београд Гледаоци: 5.745 |  |

| 5. 4. 2018. 19:00 Извештај |                                                                                  | ЦСКА Москва | 92 : 81                        | Црвена звезда МТС | Мегаспорт арена, Москва Гледаоци: 7.209 |  |
| 5. 4. 2018. 19:00 Извештај | Четвртине: 23:24, 14:20, 27:19, 28:18                                            |             |                                |                   | Мегаспорт арена, Москва Гледаоци: 7.209 |  |
| 5. 4. 2018. 19:00 Извештај | Поени: Фридзон 20 Скокови: Клајберн, Родригез 4 Асистенције: Вестерман, Хигинс 5 |             | Добрић 14 Јанковић 8 Рочести 5 |                   | Мегаспорт арена, Москва Гледаоци: 7.209 |  |

## Јадранска лига

### Табела
|    | Тим                 | Игр. | Поб. | Изг. | П+   | П-   | П+/- | Бод |
| -- | ------------------- | ---- | ---- | ---- | ---- | ---- | ---- | --- |
| 1  | Црвена звезда МТС   | 22   | 19   | 3    | 1955 | 1679 | +276 | 41  |
| 2  | Будућност ВОЛИ      | 22   | 17   | 5    | 1863 | 1661 | +202 | 39  |
| 3  | Цедевита            | 22   | 17   | 5    | 1798 | 1645 | +153 | 39  |
| 4  | Морнар Бар          | 22   | 14   | 8    | 1825 | 1790 | +35  | 36  |
| 5  | Партизан НИС        | 22   | 11   | 11   | 1936 | 1893 | +43  | 33  |
| 6  | Задар               | 22   | 10   | 12   | 1846 | 1885 | -39  | 32  |
| 7  | Петрол Олимпија     | 22   | 10   | 12   | 1738 | 1793 | -55  | 32  |
| 8  | ФМП                 | 22   | 9    | 13   | 1756 | 1763 | -7   | 31  |
| 9  | Мега Бемакс         | 22   | 8    | 14   | 1849 | 1858 | -9   | 30  |
| 10 | Игокеа              | 22   | 7    | 15   | 1782 | 1876 | -94  | 29  |
| 11 | Цибона              | 22   | 7    | 15   | 1754 | 1890 | -136 | 29  |
| 12 | МЗТ Скопље Аеродром | 22   | 3    | 19   | 1659 | 2028 | -369 | 25  |

Легенда:

### Плеј-оф

#### Полуфинале
| 18. 3. 2018. 19:00 | Извештај | Црвена звезда МТС                                    | 91 : 63 | Морнар Бар                              | Хала Пионир, Београд Гледаоци: 7.237 Судије: Саша Пукл (СЛО), Томислав Хордов (ХРВ), Милан Недовић (СЛО) |  |
| 18. 3. 2018. 19:00 | Извештај | Четвртине: 22:14, 19:8, 23:27, 27:14                 |         |                                         | Хала Пионир, Београд Гледаоци: 7.237 Судије: Саша Пукл (СЛО), Томислав Хордов (ХРВ), Милан Недовић (СЛО) |  |
| 18. 3. 2018. 19:00 | Извештај | Поени: Фелдин 23 Скокови: Омић 8 Асистенције: Енис 6 |         | Нидам 16 Вујошевић 7 Нидам, Рејли-Рос 4 | Хала Пионир, Београд Гледаоци: 7.237 Судије: Саша Пукл (СЛО), Томислав Хордов (ХРВ), Милан Недовић (СЛО) |  |

| 24. 3. 2018. 20:00 | Извештај | Морнар Бар                                               | 88 : 84 | Црвена звезда МТС                                | Спортска дворана Тополица, Бар Гледаоци: 3.000 Судије: Сретен Радовић (ХРВ), Матеј Болтаузер (СЛО), Марко Јурас (СРБ) |  |
| 24. 3. 2018. 20:00 | Извештај | Четвртине: 30:21, 18:24, 21:19, 19:20                    |         |                                                  | Спортска дворана Тополица, Бар Гледаоци: 3.000 Судије: Сретен Радовић (ХРВ), Матеј Болтаузер (СЛО), Марко Јурас (СРБ) |  |
| 24. 3. 2018. 20:00 | Извештај | Поени: Врањеш 29 Скокови: Мићовић 7 Асистенције: Нидам 5 |         | Рочести 16 Давидовац, Добрић 6 Рочести, Фелдин 4 | Спортска дворана Тополица, Бар Гледаоци: 3.000 Судије: Сретен Радовић (ХРВ), Матеј Болтаузер (СЛО), Марко Јурас (СРБ) |  |

| 2. 4. 2018. 21:00 | Извештај | Црвена звезда МТС                                          | 88 : 69 | Морнар Бар                  | Хала Пионир, Београд Гледаоци: 7.036 Судије: Марио Мајкић (СЛО), Сашо Петек (СЛО), Игор Драгојевић (ЦРГ) |  |
| 2. 4. 2018. 21:00 | Извештај | Четвртине: 26:19, 26:18, 16:19, 20:13                      |         |                             | Хала Пионир, Београд Гледаоци: 7.036 Судије: Марио Мајкић (СЛО), Сашо Петек (СЛО), Игор Драгојевић (ЦРГ) |  |
| 2. 4. 2018. 21:00 | Извештај | Поени: Добрић 19 Скокови: Бјелица 7 Асистенције: Рочести 6 |         | Врањеш 21 Мићовић 7 Нидам 4 | Хала Пионир, Београд Гледаоци: 7.036 Судије: Марио Мајкић (СЛО), Сашо Петек (СЛО), Игор Драгојевић (ЦРГ) |  |

#### Финале
| 9. 4. 2018. 19:00 | Извештај | Црвена звезда МТС                                       | 76 : 80 | Будућност ВОЛИ                        | Хала Пионир, Београд Гледаоци: 7.001 Судије: Матеј Болтаузер (СЛО), Сретен Радовић (ХРВ), Томислав Хордов (ХРВ) |  |
| 9. 4. 2018. 19:00 | Извештај | Четвртине: 22:25, 16:12, 19:26, 19:17                   |         |                                       | Хала Пионир, Београд Гледаоци: 7.001 Судије: Матеј Болтаузер (СЛО), Сретен Радовић (ХРВ), Томислав Хордов (ХРВ) |  |
| 9. 4. 2018. 19:00 | Извештај | Поени: Омић 14 Скокови: Лесор 5 Асистенције: Рочести 10 |         | Ивановић 20 Долман 8 Гордић, Долман 4 | Хала Пионир, Београд Гледаоци: 7.001 Судије: Матеј Болтаузер (СЛО), Сретен Радовић (ХРВ), Томислав Хордов (ХРВ) |  |

| 10. 4. 2018. 18:30 | Извештај | Црвена звезда МТС                                              | 69 : 59 | Будућност ВОЛИ                | Хала Пионир, Београд Гледаоци: 6.398 Судије: Илија Белошевић (СРБ), Саша Пукл (СЛО), Милош Кољеншић (ЦГ) |  |
| 10. 4. 2018. 18:30 | Извештај | Четвртине: 17:13, 14:18, 16:17, 22:11                          |         |                               | Хала Пионир, Београд Гледаоци: 6.398 Судије: Илија Белошевић (СРБ), Саша Пукл (СЛО), Милош Кољеншић (ЦГ) |  |
| 10. 4. 2018. 18:30 | Извештај | Поени: Омић 15 Скокови: Омић 10 Асистенције: Рочести, Фелдин 5 |         | Гордић 22 Долман 6 3 играча 2 | Хала Пионир, Београд Гледаоци: 6.398 Судије: Илија Белошевић (СРБ), Саша Пукл (СЛО), Милош Кољеншић (ЦГ) |  |

| 13. 4. 2018. 20:00 | Извештај | Будућност ВОЛИ                                             | 78 : 77 | Црвена звезда МТС                            | Спортски центар Морача, Подгорица Гледаоци: 6.000 Судије: Дамир Јавор (СЛО), Томислав Хордов (ХРВ), Марио Мајкић (СЛО) |  |
| 13. 4. 2018. 20:00 | Извештај | Четвртине: 24:23, 18:24, 26:17, 10:13                      |         |                                              | Спортски центар Морача, Подгорица Гледаоци: 6.000 Судије: Дамир Јавор (СЛО), Томислав Хордов (ХРВ), Марио Мајкић (СЛО) |  |
| 13. 4. 2018. 20:00 | Извештај | Поени: Гордић 17 Скокови: 3 играча 4 Асистенције: Гордић 5 |         | Фелдин 19 Бјелица, Лесор 6 Рочести, Фелдин 5 | Спортски центар Морача, Подгорица Гледаоци: 6.000 Судије: Дамир Јавор (СЛО), Томислав Хордов (ХРВ), Марио Мајкић (СЛО) |  |

| 14. 4. 2018. 21:00 | Извештај | Будућност ВОЛИ                                            | 77 : 73 | Црвена звезда МТС            | Спортски центар Морача, Подгорица Гледаоци: 6.000 Судије: Сретен Радовић (ХРВ), Саша Пукл (СЛО), Сашо Петек (СЛО) |  |
| 14. 4. 2018. 21:00 | Извештај | Четвртине: 22:15, 14:23, 24:19, 17:16                     |         |                              | Спортски центар Морача, Подгорица Гледаоци: 6.000 Судије: Сретен Радовић (ХРВ), Саша Пукл (СЛО), Сашо Петек (СЛО) |  |
| 14. 4. 2018. 21:00 | Извештај | Поени: Гордић 18 Скокови: Шеховић 6 Асистенције: Гордић 5 |         | Рочести 14 Омић 10 Рочести 6 | Спортски центар Морача, Подгорица Гледаоци: 6.000 Судије: Сретен Радовић (ХРВ), Саша Пукл (СЛО), Сашо Петек (СЛО) |  |

## Суперлига Србије

### Група А - Табела
|   | Тим               | Игр. | Поб. | Изг. | П+  | П-   | П+/- | Бод |
| - | ----------------- | ---- | ---- | ---- | --- | ---- | ---- | --- |
| 1 | Црвена звезда МТС | 10   | 8    | 2    | 903 | 737  | +166 | 18  |
| 2 | Борац Чачак       | 10   | 8    | 2    | 897 | 747  | +150 | 18  |
| 3 | Мега Бемакс       | 10   | 6    | 4    | 850 | 809  | +41  | 16  |
| 4 | Златибор          | 10   | 4    | 6    | 843 | 901  | -58  | 14  |
| 5 | Тамиш             | 10   | 3    | 7    | 810 | 830  | -20  | 13  |
| 6 | Младост Земун     | 10   | 1    | 9    | 736 | 1017 | -281 | 11  |

Легенда:

### Плеј-оф

#### Четвртфинале
Први пар:
| 21. 5. 2018. 18:00 |                                                              | Црвена звезда МТС | 89 : 50                          | Вршац | Хала Пионир, Београд Гледаоци: 1.000 Судије: Милија Војиновић, Јасмина Јурас, Владимир Весковић |  |
| 21. 5. 2018. 18:00 | Четвртине: 21:11, 29:16, 19:13, 20:10                        |                   |                                  |       | Хала Пионир, Београд Гледаоци: 1.000 Судије: Милија Војиновић, Јасмина Јурас, Владимир Весковић |  |
| 21. 5. 2018. 18:00 | Поени: Фелдин 14 Скокови: Јовановић 8 Асистенције: Рочести 8 |                   | Ђорђевић 13 Момиров 10 Јововић 4 |       | Хала Пионир, Београд Гледаоци: 1.000 Судије: Милија Војиновић, Јасмина Јурас, Владимир Весковић |  |

| 23. 5. 2018. 21:00 |                                                               | Вршац | 82 : 109               | Црвена звезда МТС | Центар Миленијум, Вршац Гледаоци: 3.000 Судије: Радош Арсенијевић, Бранислав Мрдак, Иван Стефановић |  |
| 23. 5. 2018. 21:00 | Четвртине: 19:33, 21:28, 21:26, 21:22                         |       |                        |                   | Центар Миленијум, Вршац Гледаоци: 3.000 Судије: Радош Арсенијевић, Бранислав Мрдак, Иван Стефановић |  |
| 23. 5. 2018. 21:00 | Поени: Ђорђевић 15 Скокови: Момиров 9 Асистенције: Пашајлић 9 |       | Омић 21 Омић 8 Човић 5 |                   | Центар Миленијум, Вршац Гледаоци: 3.000 Судије: Радош Арсенијевић, Бранислав Мрдак, Иван Стефановић |  |

#### Полуфинале
| 28. 5. 2018. 18:00 |                                                                   | Црвена звезда МТС | 87 : 62                            | Партизан НИС | Хала Пионир, Београд Гледаоци: 2.200 Судије: Миливоје Јовчић, Милија Војиновић, Александар Глишић |  |
| 28. 5. 2018. 18:00 | Четвртине: 23:15, 18:18, 20:19, 26:10                             |                   |                                    |              | Хала Пионир, Београд Гледаоци: 2.200 Судије: Миливоје Јовчић, Милија Војиновић, Александар Глишић |  |
| 28. 5. 2018. 18:00 | Поени: Рочести 22 Скокови: Омић, Рочести 6 Асистенције: Рочести 5 |                   | Вон 16 Величковић 9 Вилијамс-Гос 7 |              | Хала Пионир, Београд Гледаоци: 2.200 Судије: Миливоје Јовчић, Милија Војиновић, Александар Глишић |  |

| 30. 5. 2018. 20:30 |                                                                                        | Партизан НИС | 73 : 81                        | Црвена звезда МТС | Хала Пионир, Београд Гледаоци: 6.500 Судије: Илија Белошевић, Урош Николић, Владимир Јевтовић |  |
| 30. 5. 2018. 20:30 | Четвртине: 18:21, 20:16, 24:20, 11:24                                                  |              |                                |                   | Хала Пионир, Београд Гледаоци: 6.500 Судије: Илија Белошевић, Урош Николић, Владимир Јевтовић |  |
| 30. 5. 2018. 20:30 | Поени: Вилијамс-Гос 20 Скокови: Величковић, Чакаревић 7 Асистенције: Величковић, Вон 4 |              | Рочести 23 Давидовац 9 Антић 5 |                   | Хала Пионир, Београд Гледаоци: 6.500 Судије: Илија Белошевић, Урош Николић, Владимир Јевтовић |  |

#### Финале
| 7. 6. 2018. 20:00 |                                                               | Црвена звезда МТС | 84 : 83                      | ФМП | Хала Пионир, Београд Гледаоци: нема података Судије: Милија Војиновић, Марко Јурас, Саша Маричић |  |
| 7. 6. 2018. 20:00 | Четвртине: 24:25, 14:11, 18:25, 28:22                         |                   |                              |     | Хала Пионир, Београд Гледаоци: нема података Судије: Милија Војиновић, Марко Јурас, Саша Маричић |  |
| 7. 6. 2018. 20:00 | Поени: Омић 22 Скокови: Лазић, Омић 5 Асистенције: Рочести 12 |                   | Ненадић 19 Оџо, Пот 8 Пот 10 |     | Хала Пионир, Београд Гледаоци: нема података Судије: Милија Војиновић, Марко Јурас, Саша Маричић |  |

| 9. 6. 2018. 18:00 |                                                           | ФМП | 62 : 68                         | Црвена звезда МТС | Дворана Железник, Београд Гледаоци: 1.879 Судије: Миливоје Јовчић, Александар Глишић, Владимир Јевтовић |  |
| 9. 6. 2018. 18:00 | Четвртине: 20:10, 14:29, 16:18, 12:11                     |     |                                 |                   | Дворана Железник, Београд Гледаоци: 1.879 Судије: Миливоје Јовчић, Александар Глишић, Владимир Јевтовић |  |
| 9. 6. 2018. 18:00 | Поени: Апић 14 Скокови: Симанић 11 Асистенције: Ђоковић 6 |     | Фелдин 24 Омић, Човић 7 Човић 9 |                   | Дворана Железник, Београд Гледаоци: 1.879 Судије: Миливоје Јовчић, Александар Глишић, Владимир Јевтовић |  |

| 11. 6. 2018. 19:00 |                                                       | Црвена звезда МТС | 97 : 88                         | ФМП | Хала Пионир, Београд Гледаоци: 4.102 Судије: Илија Белошевић, Урош Обркнежевић, Урош Николић |  |
| 11. 6. 2018. 19:00 | Четвртине: 21:26, 35:21, 21:19, 20:22                 |                   |                                 |     | Хала Пионир, Београд Гледаоци: 4.102 Судије: Илија Белошевић, Урош Обркнежевић, Урош Николић |  |
| 11. 6. 2018. 19:00 | Поени: Омић 20 Скокови: Омић 11 Асистенције: Човић 10 |                   | Ђоковић 22 Ненадић 11 Ђоковић 7 |     | Хала Пионир, Београд Гледаоци: 4.102 Судије: Илија Белошевић, Урош Обркнежевић, Урош Николић |  |

## Куп Радивоја Кораћа
Жреб парова четвртине финала Купа Радивоја Кораћа 2018. обављен је 31. јануара 2018. године у просторијама хотела „М“, у Београду. Домаћин завршног турнира био је Ниш у периоду од 15. до 18. фебруара 2018. године, а сви мечеви су одиграни у Спортском центру Чаир.

### Четвртфинале
| 15. 2. 2018. 19:30 | Извештај | Црвена звезда МТС                                                  | 85 : 79 | Борац Чачак                                             | Спортски центар Чаир, Ниш Гледаоци: 4.000 Судије: Бранислав Мрдак, Немања Нинковић, Александар Милојевић |  |
| 15. 2. 2018. 19:30 | Извештај | Четвртине: 15:14, 21:16, 12:16, 23:25, 14:8                        |         |                                                         | Спортски центар Чаир, Ниш Гледаоци: 4.000 Судије: Бранислав Мрдак, Немања Нинковић, Александар Милојевић |  |
| 15. 2. 2018. 19:30 | Извештај | Поени: Рочести, Фелдин 15 Скокови: Лесор 10 Асистенције: Рочести 6 |         | Ђоковић 18 Поповић, Стојадиновић 8 Ђоковић, Пешаковић 3 | Спортски центар Чаир, Ниш Гледаоци: 4.000 Судије: Бранислав Мрдак, Немања Нинковић, Александар Милојевић |  |

### Полуфинале
| 17. 2. 2018. 17:00 | Извештај | Црвена звезда МТС                                              | 98 : 82 | ФМП                            | Спортски центар Чаир, Ниш Гледаоци: 4.500 Судије: Милија Војиновић, Урош Обркнежевић, Александар Глишић |  |
| 17. 2. 2018. 17:00 | Извештај | Четвртине: 27:28, 24:16, 22:17, 25:21                          |         |                                | Спортски центар Чаир, Ниш Гледаоци: 4.500 Судије: Милија Војиновић, Урош Обркнежевић, Александар Глишић |  |
| 17. 2. 2018. 17:00 | Извештај | Поени: Енис 20 Скокови: Лесор 5 Асистенције: Рочести, Фелдин 5 |         | Апић 21 Оџо 6 Ненадић, Човић 5 | Спортски центар Чаир, Ниш Гледаоци: 4.500 Судије: Милија Војиновић, Урош Обркнежевић, Александар Глишић |  |

### Финале
| 18. 2. 2018 21:00 | Извештај | Црвена звезда МТС                                                             | 75 : 81 | Партизан НИС                                | Спортски центар Чаир, Ниш Гледаоци: 5.000 Судије: Илија Белошевић, Миливоје Јовчић, Милија Војиновић |  |
| 18. 2. 2018 21:00 | Извештај | Четвртине: 9:25, 22:24, 24:16, 20:16                                          |         |                                             | Спортски центар Чаир, Ниш Гледаоци: 5.000 Судије: Илија Белошевић, Миливоје Јовчић, Милија Војиновић |  |
| 18. 2. 2018 21:00 | Извештај | Поени: Бјелица, Дангубић 14 Скокови: Бјелица 6 Асистенције: Дангубић, Лесор 3 |         | Вилијамс-Гос 23 Величковић 7 Вилијамс-Гос 7 | Спортски центар Чаир, Ниш Гледаоци: 5.000 Судије: Илија Белошевић, Миливоје Јовчић, Милија Војиновић |  |

## Резултати по месецима

### Октобар
| Датум  | Место                      | Посета | Такмичење                | Противник           | Резултат | МВП            | Највише поена  | Највише скокова    | Највише асистенција |
| ------ | -------------------------- | ------ | ------------------------ | ------------------- | -------- | -------------- | -------------- | ------------------ | ------------------- |
| 01.10. | Београд (Хала Пионир)      | 3.000  | Јадранска лига (1. коло) | Морнар Бар          | 88:77    | Лесор (30)     | Лесор (22)     | Дангубић (6)       | Рочести (7)         |
| 04.10. | Београд (Хала Пионир)      | 3.489  | Јадранска лига (2. коло) | Мега Бемакс         | 90:80    | Рочести (23)   | Рочести (26)   | Бјелица (8)        | Рочести (6)         |
| 08.10. | Љубљана (Дворана Тиволи)   | 3.000  | Јадранска лига (3. коло) | Петрол Олимпија     | 82:73    | Рочести (23)   | Добрић (17)    | Лесор (9)          | Радичевић (7)       |
| 13.10. | Каунас (Жалгирис арена)    | 11.456 | Евролига (1. коло)       | Жалгирис            | 76:78    | Бјелица (17)   | Бјелица (18)   | Лесор (5)          | Рочести (7)         |
| 15.10. | Београд (Дворана Железник) | 2.000  | Јадранска лига (4. коло) | Будућност ВОЛИ      | 75:79    | Рочести (29)   | Рочести (23)   | Бјелица, Лесор (6) | Рочести (7)         |
| 20.10. | Београд (Хала Пионир)      | 6.086  | Евролига (2. коло)       | Барселона Ласа      | 90:82    | Рочести (27)   | Бјелица (23)   | Антић, Лесор (9)   | Рочести (7)         |
| 22.10. | Загреб (Дом спортова)      | 2.200  | Јадранска лига (5. коло) | Цедевита            | 74:79    | Рочести (20)   | Рочести (18)   | Јовановић (7)      | Фелдин (6)          |
| 24.10. | Москва (Арена Митишчи)     | 5.198  | Евролига (3. коло)       | Химки               | 78:85    | Лесор (18)     | Фелдин (14)    | Лесор (8)          | Рочести (5)         |
| 26.10. | Београд (Комбанк арена)    | 8.230  | Евролига (4. коло)       | Макаби ФОКС         | 87:84    | Фелдин (26)    | Рочести (22)   | Лазић (7)          | Фелдин (8)          |
| 30.10. | Београд (Хала Пионир)      | 2.300  | Јадранска лига (6. коло) | МЗТ Скопље Аеродром | 112:73   | Радичевић (28) | Радичевић (17) | Јанковић (7)       | Радичевић (10)      |

### Новембар
| Датум  | Место                                               | Посета | Такмичење                | Противник     | Резултат | МВП          | Највише поена               | Највише скокова             | Највише асистенција |
| ------ | --------------------------------------------------- | ------ | ------------------------ | ------------- | -------- | ------------ | --------------------------- | --------------------------- | ------------------- |
| 02.11. | Београд (Комбанк арена)                             | 5.892  | Евролига (5. коло)       | Брозе Бамберг | 69:75    | Рочести (24) | Рочести (22)                | Лесор (9)                   | Фелдин (4)          |
| 06.11. | Београд (Хала Пионир)                               | 6.000  | Јадранска лига (7. коло) | Партизан НИС  | 100:84   | Бјелица (35) | Бјелица (29)                | Антић (8)                   | Рочести, Фелдин (7) |
| 10.11. | Малага (Палата спортова Хосе Марија Мартин Карпена) | 7.521  | Евролига (6. коло)       | Уникаха       | 65:79    | Лесор (20)   | Лесор, Рочести, Фелдин (10) | Јовановић (8)               | Рочести (6)         |
| 12.11. | Београд (Хала Пионир)                               | 1.987  | Јадранска лига (8. коло) | ФМП           | 84:77    | Фелдин (29)  | Фелдин (31)                 | Лесор (10)                  | Рочести (9)         |
| 15.11. | Београд (Комбанк арена)                             | 13.467 | Евролига (7. коло)       | ЦСКА Москва   | 59:85    | Рочести (22) | Рочести (15)                | Бјелица, Јовановић (6)      | Рочести (5)         |
| 17.11. | Атина (Дворана мира и пријатељства)                 | 7.841  | Евролига (8. коло)       | Олимпијакос   | 59:85    | Рочести (17) | Рочести (20)                | Рочести (6)                 | Радичевић (5)       |
| 20.11. | Задар (Дворана Крешимир Ћосић)                      | 6.500  | Јадранска лига (9. коло) | Задар         | 88:76    | Бјелица (22) | Бјелица (20)                | Антић, Дангубић, Фелдин (5) | Лазић, Рочести (3)  |
| 23.11. | Београд (Комбанк арена)                             | 5.467  | Евролига (9. коло)       | Басконија     | 81:85    | Лесор (18)   | Лесор (19)                  | Бјелица (6)                 | Фелдин (6)          |

### Децембар
| Датум  | Место                                      | Посета | Такмичење                 | Противник                       | Резултат | МВП           | Највише поена         | Највише скокова    | Највише асистенција    |
| ------ | ------------------------------------------ | ------ | ------------------------- | ------------------------------- | -------- | ------------- | --------------------- | ------------------ | ---------------------- |
| 01.12. | Мадрид (Палата спортова Покрајине Мадрид)  | 9.239  | Евролига (10. коло)       | Реал Мадрид                     | 87:83    | Рочести (18)  | Рочести (18)          | Бјелица (6)        | Рочести (7)            |
| 04.12. | Београд (Хала Пионир)                      | 3.574  | Јадранска лига (10. коло) | Игокеа                          | 85:80    | Рочести (23)  | Рочести (20)          | Добрић (5)         | Давидовац, Рочести (5) |
| 08.12. | Београд (Хала Пионир)                      | 6.123  | Евролига (11. коло)       | Анадолу Ефес                    | 100:81   | Фелдин (32)   | Фелдин (29)           | Лесор (9)          | Рочести (6)            |
| 11.12. | Загреб (Кошаркашки центар Дражен Петровић) | 1.950  | Јадранска лига (11. коло) | Цибона                          | 93:87    | Бјелица (26)  | Фелдин (23)           | Бјелица (7)        | Рочести (6)            |
| 15.12. | Валенсија (Арена Фуенте Сан Луис)          | 6.715  | Евролига (12. коло)       | Валенсија                       | 86:82    | Фелдин (31)   | Фелдин (26)           | Бјелица (9)        | Фелдин (5)             |
| 17.12. | Бар (Спортска дворана Тополица)            | 3.500  | Јадранска лига (12. коло) | Морнар Бар                      | 82:74    | Јанковић (23) | Јанковић, Фелдин (18) | Антић (11)         | Рочести (6)            |
| 19.12. | Истанбул (Спортска арена Улкер)            | 10.439 | Евролига (13. коло)       | Фенербахче Догуш                | 56:82    | Добрић (17)   | Добрић (15)           | Лесор (9)          | Дангубић (4)           |
| 21.12. | Београд (Хала Пионир)                      | 5.978  | Евролига (14. коло)       | Панатинаикос Суперфудс          | 63:69    | Лесор (13)    | Фелдин (21)           | Дангубић (6)       | Рочести (5)            |
| 25.12. | Сремска Митровица (ПСЦ Пинки)              | 2.550  | Јадранска лига (13. коло) | Мега Бемакс                     | 90:85    | Фелдин (30)   | Фелдин (24)           | Антић, Бјелица (6) | Рочести (8)            |
| 29.12. | Милано (Медиоланум форум)                  | 8.667  | Евролига (15. коло)       | Армани ексчејнџ Олимпија Милано | 91:88    | Бјелица (28)  | Фелдин (19)           | Бјелица (7)        | Антић (5)              |

### Јануар
| Датум  | Место                              | Посета | Такмичење                 | Противник           | Резултат | МВП          | Највише поена | Највише скокова                  | Највише асистенција         |
| ------ | ---------------------------------- | ------ | ------------------------- | ------------------- | -------- | ------------ | ------------- | -------------------------------- | --------------------------- |
| 02.01. | Београд (Хала Пионир)              | 6.100  | Јадранска лига (14. коло) | Петрол Олимпија     | 80:76    | Рочести (19) | Рочести (16)  | Лесор (8)                        | Бјелица, Лазић, Рочести (4) |
| 05.01. | Београд (Хала Пионир)              | 6.123  | Евролига (16. коло)       | Жалгирис            | 77:65    | Рочести (26) | Рочести (16)  | Лесор (9)                        | Рочести (10)                |
| 08.01. | Подгорица (Спортски центар Морача) | 4.950  | Јадранска лига (15. коло) | Будућност ВОЛИ      | 86:92    | Рочести (24) | Рочести (19)  | Лесор (7)                        | Рочести (7)                 |
| 12.01. | Истанбул (Синан Ердем Дом)         | 2.682  | Евролига (17. коло)       | Анадолу Ефес        | 95:104   | Бјелица (22) | Бјелица (15)  | Бјелица (6)                      | Рочести (4)                 |
| 14.01. | Београд (Хала Пионир)              | 6.345  | Јадранска лига (16. коло) | Цедевита            | 82:66    | Рочести (27) | Фелдин (27)   | Лесор (9)                        | Рочести (10)                |
| 16.01. | Београд (Хала Пионир)              | 5.958  | Евролига (18. коло)       | Химки               | 70:79    | Рочести (38) | Рочести (27)  | Лесор, Рочести (9)               | Рочести (7)                 |
| 18.01. | Тел Авив (Мивташим арена)          | 10.500 | Евролига (19. коло)       | Макаби ФОКС         | 75:89    | Рочести (19) | Бјелица (13)  | Дагубић (7)                      | Рочести (8)                 |
| 22.01. | Скопље (СЦ Јане Сандански)         | 3.400  | Јадранска лига (17. коло) | МЗТ Скопље Аеродром | 92:58    | Добрић (21)  | Рочести (23)  | Лесор (7)                        | Давидовац, Енис (5)         |
| 26.01. | Београд (Хала Пионир)              | 5.993  | Евролига (20. коло)       | Олимпијакос         | 89:78    | Енис (31)    | Енис (21)     | Енис (8)                         | Рочести (6)                 |
| 29.01. | Београд (Хала Пионир)              | 5.203  | Јадранска лига (18. коло) | Партизан НИС        | 86:74    | Добрић (24)  | Добрић (18)   | Добрић, Енис, Лесор, Рочести (4) | Рочести (10)                |

### Фебруар
| Датум  | Место                           | Посета | Такмичење                          | Противник                       | Резултат | МВП          | Највише поена          | Највише скокова    | Највише асистенција        |
| ------ | ------------------------------- | ------ | ---------------------------------- | ------------------------------- | -------- | ------------ | ---------------------- | ------------------ | -------------------------- |
| 02.02. | Виторија (Фернандо Буеса арена) | 9.622  | Евролига (21. коло)                | Басконија                       | 84:103   | Енис (23)    | Енис (22)              | Омић (4)           | Рочести (5)                |
| 05.02. | Београд (Дворана Железник)      | 1.350  | Јадранска лига (19. коло)          | ФМП                             | 100:77   | Фелдин (19)  | Фелдин (19)            | Јанковић, Омић (5) | Рочести (8)                |
| 09.02. | Београд (Хала Пионир)           | 4.895  | Евролига (22. коло)                | Армани ексчејнџ Олимпија Милано | 100:89   | Лесор (19)   | Јанковић, Лесор (15)   | Лесор (10)         | Рочести (9)                |
| 12.02. | Београд (Хала Пионир)           | 2.437  | Јадранска лига (20. коло)          | Задар                           | 97:67    | Фелдин (20)  | Омић, Фелдин (14)      | Лесор (8)          | Енис (7)                   |
| 15.02. | Ниш (Спортски центар Чаир)      | 4.000  | Куп Радивоја Кораћа (четвртфинале) | Борац Чачак                     | 85:79    | Лесор (23)   | Рочести, Фелдин (15)   | Лесор (10)         | Рочести (6)                |
| 17.02. | Ниш (Спортски центар Чаир)      | 4.500  | Куп Радивоја Кораћа (полуфинале)   | ФМП                             | 98:82    | Бјелица (24) | Енис (20)              | Лесор (5)          | Рочести, Фелдин (5)        |
| 18.02. | Ниш (Спортски центар Чаир)      | 5.000  | Куп Радивоја Кораћа (финале)       | Партизан НИС                    | 75:81    | Бјелица (21) | Бјелица, Дангубић (14) | Бјелица (6)        | Немања Дангубић, Лесор (3) |
| 23.02. | Бамберг (Брозе арена)           | 5.851  | Евролига (23. коло)                | Брозе Бамберг                   | 62:86    | Лесор (19)   | Лесор (12)             | Лесор (6)          | Бјелица, Рочести (4)       |

### Март
| Датум  | Место                                  | Посета | Такмичење                             | Противник              | Резултат | МВП                     | Највише поена  | Највише скокова       | Највише асистенција |
| ------ | -------------------------------------- | ------ | ------------------------------------- | ---------------------- | -------- | ----------------------- | -------------- | --------------------- | ------------------- |
| 02.03. | Београд (Хала Пионир)                  | 4.873  | Евролига (24. коло)                   | Уникаха                | 80:76    | Рочести (21)            | Рочести (21)   | Лесор (8)             | Рочести, Фелдин (4) |
| 05.03. | Лакташи (Спортска дворана Лакташи)     | 2.800  | Јадранска лига (21. коло)             | Игокеа                 | 82:76    | Рочести (18)            | Рочести (23)   | Омић, Антић (7)       | Фелдин (4)          |
| 09.03. | Барселона (Дворана Блауграна)          | 4.421  | Евролига (25. коло)                   | Барселона Ласа         | 54:88    | Рочести (14)            | Рочести (13)   | Омић (5)              | Рочести (3)         |
| 12.03. | Београд (Хала Пионир)                  | 2.137  | Јадранска лига (22. коло)             | Цибона                 | 107:69   | Лесор (27)              | Енис (21)      | Лесор (7)             | Енис, Фелдин (5)    |
| 15.03. | Београд (Хала Пионир)                  | 4.472  | Евролига (26. коло)                   | Валенсија              | 106:90   | Фелдин (32)             | Фелдин (30)    | Лесор (7)             | Рочести (5)         |
| 18.03. | Београд (Хала Пионир)                  | 7.237  | Јадранска лига (Плеј-оф полуфинале 1) | Морнар Бар             | 91:63    | Фелдин (25)             | Фелдин (23)    | Омић (8)              | Енис (6)            |
| 20.03. | Атина (Олимпијска дворана Никос Галис) | 10.000 | Евролига (27. коло)                   | Панатинаикос Суперфудс | 71:91    | Омић (18)               | Давидовац (17) | Јанковић, Омић (7)    | Рочести (6)         |
| 22.03. | Београд (Хала Пионир)                  | 4.849  | Евролига (28. коло)                   | Фенербахче Догуш       | 63:80    | Давидовац (25)          | Давидовац (18) | Лесор (6)             | Лесор (4)           |
| 25.03. | Бар (Спортска дворана Тополица)        | 3.000  | Јадранска лига (Плеј-оф полуфинале 2) | Морнар Бар             | 84:88    | Давидовац, Рочести (21) | Рочести (16)   | Давидовац, Добрић (6) | Рочести, Фелдин (4) |
| 30.03. | Београд (Хала Пионир)                  | 5.745  | Евролига (29. коло)                   | Реал Мадрид            | 79:82    | Омић (30)               | Омић (25)      | Омић (10)             | Фелдин (9)          |

### Април
| Датум  | Место                                   | Посета        | Такмичење                             | Противник      | Резултат | МВП                  | Највише поена         | Највише скокова    | Највише асистенција |
| ------ | --------------------------------------- | ------------- | ------------------------------------- | -------------- | -------- | -------------------- | --------------------- | ------------------ | ------------------- |
| 02.04. | Београд (Хала Пионир)                   | 7.036         | Јадранска лига (Плеј-оф полуфинале 3) | Морнар Бар     | 88:69    | Добрић (23)          | Добрић (19)           | Бјелица (7)        | Рочести (6)         |
| 05.04. | Москва (Мегаспорт арена)                | 7.209         | Евролига (30. коло)                   | ЦСКА Москва    | 81:92    | Добрић (18)          | Добрић (14)           | Јанковић (8)       | Рочести (5)         |
| 09.04. | Београд (Хала Пионир)                   | 7.001         | Јадранска лига (Плеј-оф финале 1)     | Будућност ВОЛИ | 76:80    | Рочести (20)         | Омић (14)             | Лесор (5)          | Рочести (10)        |
| 10.04. | Београд (Хала Пионир)                   | 6.398         | Јадранска лига (Плеј-оф финале 2)     | Будућност ВОЛИ | 69:59    | Омић (27)            | Омић (15)             | Омић (10)          | Рочести, Фелдин (5) |
| 13.04. | Подгорица (Спортски центар Морача)      | 6.000         | Јадранска лига (Плеј-оф финале 3)     | Будућност ВОЛИ | 77:78    | Фелдин (20)          | Фелдин (19)           | Бјелица, Лесор (6) | Рочести, Фелдин (5) |
| 14.04. | Подгорица (Спортски центар Морача)      | 6.000         | Јадранска лига (Плеј-оф финале 4)     | Будућност ВОЛИ | 73:77    | Омић (21)            | Рочести (14)          | Омић (10)          | Рочести (6)         |
| 18.04. | Београд (Хала Пионир)                   | 1.007         | Суперлига Србије (1. коло)            | Младост Земун  | 115:64   | Јанковић (25)        | Јанковић (22)         | Лесор (9)          | Рочести (5)         |
| 21.04. | Београд (Хала Пионир)                   | 1.234         | Суперлига Србије (2. коло)            | Мега Бемакс    | 91:64    | Јанковић, Човић (27) | Јанковић, Фелдин (17) | Јанковић (8)       | Рочести (7)         |
| 24.04. | КК Борац Чачак (Хала Борца крај Мораве) | 2.500         | Суперлига Србије (3. коло)            | Борац Чачак    | 63:70    | Човић (22)           | Човић (18)            | Омић (7)           | Рочести (3)         |
| 27.04. | Београд (Хала Пионир)                   | 898           | Суперлига Србије (4. коло)            | Златибор       | 102:64   | Омић, Човић (23)     | Јовановић (17)        | Омић (9)           | Рочести (8)         |
| 30.04. | Панчево (Спортска хала Стрелиште)       | нема података | Суперлига Србије (5. коло)            | Тамиш          | 87:86    | Фелдин (20)          | Фелдин (22)           | Раданов (8)        | Рочести, Фелдин (6) |

### Мај
| Датум  | Место                                | Посета | Такмичење                                 | Противник     | Резултат | МВП               | Највише поена     | Највише скокова     | Највише асистенција |
| ------ | ------------------------------------ | ------ | ----------------------------------------- | ------------- | -------- | ----------------- | ----------------- | ------------------- | ------------------- |
| 03.05. | Београд (КСЦ Пинки Земун)            | 400    | Суперлига Србије (6. коло)                | Младост Земун | 104:75   | Јовановић (20)    | Кешељ, Лесор (14) | Давидовац (7)       | Рочести, Човић (10) |
| 06.05. | Београд (Спортска хала Мега фектори) | 650    | Суперлига Србије (7. коло)                | Мега Бемакс   | 74:76    | Фелдин (22)       | Фелдин (29)       | Давидовац, Омић (6) | Човић (6)           |
| 09.05. | Београд (Хала Пионир)                | 1.017  | Суперлига Србије (8. коло)                | Борац Чачак   | 84:74    | Добрић, Омић (20) | Добрић (17)       | Омић (10)           | Рочести, Човић (4)  |
| 12.05. | Чајетина (Спортска хала КСЦ)         | 900    | Суперлига Србије (9. коло)                | Златибор      | 89:75    | Добрић (20)       | Омић, Човић (19)  | Давидовац (7)       | Рочести (8)         |
| 15.05. | Београд (Дворана Железник)           | 200    | Суперлига Србије (10. коло)               | Тамиш         | 94:87    | Омић (40)         | Омић (19)         | Омић (14)           | Омић (5)            |
| 21.05. | Београд (Хала Пионир)                | 1.000  | Суперлига Србије (Плеј-оф четвртфинале 1) | Вршац         | 89:50    | Рочести (20)      | Фелдин (14)       | Јовановић (8)       | Рочести (8)         |
| 23.05. | Вршац (Центар Миленијум)             | 3.000  | Суперлига Србије (Плеј-оф четвртфинале 2) | Вршац         | 109:82   | Омић (34)         | Омић (21)         | Омић (8)            | Човић (5)           |
| 28.05. | Београд (Хала Пионир)                | 2.200  | Суперлига Србије (Плеј-оф полуфинале 1)   | Партизан НИС  | 87:62    | Рочести (32)      | Рочести (22)      | Омић, Рочести (6)   | Рочести (5)         |
| 30.05. | Београд (Хала Пионир)                | 6.500  | Суперлига Србије (Плеј-оф полуфинале 2)   | Партизан НИС  | 81:73    | Рочести (30)      | Рочести (23)      | Давидовац (9)       | Антић (5)           |

### Јун
| Датум  | Место                      | Посета        | Такмичење                           | Противник | Резултат | МВП          | Највише поена | Највише скокова | Највише асистенција |
| ------ | -------------------------- | ------------- | ----------------------------------- | --------- | -------- | ------------ | ------------- | --------------- | ------------------- |
| 07.06. | Београд (Хала Пионир)      | нема података | Суперлига Србије (Плеј-оф финале 1) | ФМП       | 84:83    | Рочести (27) | Омић (22)     | Лазић, Омић (5) | Рочести (12)        |
| 09.06. | Београд (Дворана Железник) | 1.879         | Суперлига Србије (Плеј-оф финале 2) | ФМП       | 68:62    | Омић (20)    | Фелдин (24)   | Омић, Човић (7) | Човић (9)           |
| 11.06. | Београд (Хала Пионир)      | 4.102         | Суперлига Србије (Плеј-оф финале 3) | ФМП       | 97:88    | Омић (32)    | Омић (20)     | Омић (11)       | Човић (10)          |

## Појединачне награде
- Најкориснији играч кола Евролиге:
  -   Џејмс Фелдин (26. коло, индекс 32)
- Идеална стартна петорка Јадранске лиге 2017/18:
  -   Тејлор Рочести
- Најкориснији играч кола Јадранске лиге:
  -  Матијас Лесор (1. коло, индекс 30)
  -   Милко Бјелица (7. коло, индекс 35)
  -  Огњен Добрић (3. коло полуфинала доигравања, индекс 23)
  -  Ален Омић (2. коло финала доигравања, индекс 27)
- Најкориснији играч месеца Јадранске лиге:
  -   Милко Бјелица (новембар)
- Најкориснији играч финала Суперлиге Србије 2017/18:
  -   Ален Омић

## Појединачне статистике

### Евролига
Извор
| #  | Играч            | Утак. | Мин.    | Пое. | За 2 поена | За 3 поена | Сл. бацања | Ск. у нап. | Ск. у одб. | Асис. | Укр. | Изг. | Блок. | Блок. прим. | Нач. ЛГ | Изн. ЛГ | Инд. |
| -- | ---------------- | ----- | ------- | ---- | ---------- | ---------- | ---------- | ---------- | ---------- | ----- | ---- | ---- | ----- | ----------- | ------- | ------- | ---- |
| 4  | Марко Кешељ      | 6     | 36:04   | 0    | 0 / 1      | 0 / 5      | 0 / 0      | 1          | 5          | 3     | 0    | 3    | 0     | 0           | 3       | 1       | -2   |
| 5  | Никола Радичевић | 9     | 111:06  | 34   | 6 / 26     | 2 / 12     | 16 / 22    | 1          | 9          | 17    | 5    | 9    | 0     | 2           | 22      | 20      | 17   |
| 6  | Немања Дангубић  | 18    | 363:26  | 134  | 24 / 51    | 22 / 47    | 20 / 25    | 16         | 45         | 22    | 12   | 18   | 2     | 4           | 55      | 23      | 120  |
| 7  | Дејан Давидовац  | 24    | 375:26  | 156  | 28 / 45    | 22 / 47    | 34 / 44    | 15         | 33         | 28    | 16   | 20   | 6     | 5           | 47      | 49      | 179  |
| 8  | Драган Апић      | 3     | 16:43   | 4    | 2 / 2      | 0 / 0      | 0 / 1      | 0          | 0          | 0     | 0    | 2    | 0     | 0           | 4       | 1       | -2   |
| 10 | Бранко Лазић     | 30    | 611:18  | 100  | 19 / 47    | 15 / 58    | 17 / 18    | 24         | 36         | 27    | 23   | 13   | 4     | 5           | 90      | 42      | 76   |
| 11 | Стефан Лазаревић | 4     | 12:30   | 3    | 1 / 2      | 0 / 0      | 1 / 1      | 1          | 1          | 0     | 1    | 1    | 0     | 0           | 3       | 1       | 2    |
| 12 | Перо Антић       | 18    | 327:04  | 111  | 12 / 28    | 20 / 73    | 27 / 35    | 16         | 45         | 19    | 13   | 12   | 2     | 1           | 44      | 40      | 112  |
| 13 | Огњен Добрић     | 26    | 395:25  | 168  | 34 / 58    | 27 / 77    | 19 / 23    | 27         | 32         | 11    | 16   | 11   | 6     | 1           | 35      | 23      | 158  |
| 14 | Џејмс Фелдин     | 28    | 698:53  | 325  | 69 / 175   | 41 / 119   | 64 / 74    | 10         | 36         | 80    | 34   | 39   | 3     | 11          | 38      | 66      | 272  |
| 16 | Стефан Јанковић  | 28    | 331:36  | 107  | 35 / 71    | 7 / 37     | 16 / 19    | 28         | 42         | 13    | 10   | 13   | 12    | 2           | 57      | 22      | 93   |
| 22 | Тејлор Рочести   | 30    | 780:18  | 403  | 102 / 185  | 50 / 123   | 49 / 55    | 13         | 55         | 150   | 24   | 54   | 2     | 9           | 62      | 71      | 431  |
| 23 | Ален Омић        | 11    | 191:01  | 92   | 38 / 54    | 0 / 0      | 16 / 31    | 18         | 25         | 9     | 2    | 11   | 2     | 1           | 25      | 38      | 118  |
| 26 | Матијас Лесор    | 30    | 632:58  | 255  | 100 / 181  | 0 / 1      | 55 / 87    | 86         | 84         | 23    | 25   | 52   | 22    | 12          | 85      | 89      | 321  |
| 31 | Дилан Енис       | 18    | 234:00  | 117  | 18 / 56    | 18 / 45    | 27 / 31    | 3          | 29         | 29    | 8    | 23   | 1     | 1           | 30      | 25      | 89   |
| 32 | Никола Јовановић | 16    | 129:06  | 57   | 24 / 43    | 1 / 3      | 6 / 18     | 21         | 23         | 3     | 1    | 4    | 3     | 4           | 19      | 16      | 64   |
| 51 | Милко Бјелица    | 29    | 753:06  | 267  | 67 / 146   | 27 / 91    | 52 / 74    | 34         | 73         | 39    | 13   | 21   | 6     | 11          | 76      | 96      | 255  |
|    | Укупно           |       | 6000:00 | 2333 | 579 / 1171 | 252 / 738  | 419 / 558  | 366        | 611        | 473   | 203  | 323  | 71    | 69          | 695     | 623     | 2376 |

### Јадранска лига
Извор
| #  | Играч            | Утак. | Мин. | Пое. | За 2 поена | За 3 поена | Сл. бацања | Ск. у нап. | Ск. у одб. | Асис. | Укр. | Изг. | Блок. | Блок. прим. | Нач. ЛГ | Изн. ЛГ | Инд. |
| -- | ---------------- | ----- | ---- | ---- | ---------- | ---------- | ---------- | ---------- | ---------- | ----- | ---- | ---- | ----- | ----------- | ------- | ------- | ---- |
| 4  | Марко Кешељ      | 7     | 52   | 23   | 3 / 7      | 4 / 15     | 5 / 6      | 4          | 8          | 5     | 0    | 1    | 1     | 0           | 4       | 4       | 24   |
| 5  | Никола Радичевић | 9     | 108  | 38   | 7 / 25     | 3 / 13     | 15 / 17    | 3          | 14         | 28    | 3    | 4    | 0     | 1           | 15      | 17      | 53   |
| 6  | Немања Дангубић  | 18    | 328  | 120  | 18 / 43    | 19 / 47    | 27 / 32    | 15         | 36         | 17    | 6    | 11   | 0     | 3           | 42      | 39      | 119  |
| 7  | Дејан Давидовац  | 23    | 373  | 129  | 30 / 58    | 14 / 42    | 27 / 35    | 20         | 50         | 43    | 19   | 19   | 8     | 2           | 48      | 38      | 174  |
| 8  | Драган Апић      | 2     | 21   | 14   | 6 / 7      | 0 / 0      | 2 / 3      | 3          | 4          | 1     | 1    | 0    | 0     | 0           | 6       | 4       | 19   |
| 10 | Бранко Лазић     | 26    | 482  | 98   | 13 / 28    | 17 / 48    | 21 / 27    | 18         | 36         | 23    | 21   | 14   | 2     | 1           | 82      | 42      | 91   |
| 11 | Стефан Лазаревић | 6     | 44   | 7    | 3 / 6      | 0 / 2      | 1 / 2      | 6          | 6          | 3     | 1    | 1    | 1     | 1           | 10      | 4       | 10   |
| 12 | Перо Антић       | 15    | 262  | 100  | 6 / 20     | 18 / 61    | 34 / 45    | 16         | 59         | 12    | 8    | 12   | 2     | 2           | 32      | 41      | 124  |
| 13 | Огњен Добрић     | 24    | 437  | 195  | 29 / 49    | 42 / 89    | 11 / 14    | 18         | 45         | 19    | 17   | 11   | 4     | 1           | 58      | 19      | 177  |
| 14 | Џејмс Фелдин     | 26    | 653  | 384  | 75 / 158   | 59 / 136   | 57 / 69    | 9          | 39         | 83    | 27   | 35   | 1     | 8           | 56      | 66      | 338  |
| 16 | Стефан Јанковић  | 26    | 347  | 143  | 42 / 76    | 13 / 33    | 20 / 28    | 29         | 49         | 11    | 11   | 27   | 15    | 3           | 65      | 25      | 126  |
| 22 | Тејлор Рочести   | 28    | 721  | 409  | 94 / 164   | 54 / 113   | 59 / 65    | 12         | 61         | 165   | 31   | 59   | 1     | 4           | 64      | 87      | 504  |
| 23 | Ален Омић        | 12    | 220  | 131  | 51 / 75    | 0 / 0      | 29 / 57    | 22         | 40         | 22    | 5    | 9    | 4     | 3           | 35      | 47      | 171  |
| 26 | Матијас Лесор    | 29    | 519  | 255  | 98 / 146   | 0 / 0      | 59 / 97    | 52         | 76         | 17    | 26   | 37   | 25    | 9           | 66      | 88      | 341  |
| 31 | Дилан Енис       | 18    | 256  | 119  | 20 / 43    | 22 / 48    | 13 / 21    | 3          | 31         | 49    | 11   | 21   | 3     | 4           | 32      | 24      | 126  |
| 32 | Никола Јовановић | 16    | 173  | 73   | 24 / 45    | 0 / 5      | 25 / 43    | 12         | 30         | 7     | 6    | 15   | 2     | 7           | 31      | 34      | 67   |
| 51 | Милко Бјелица    | 28    | 644  | 275  | 68 / 124   | 20 / 68    | 79 / 95    | 25         | 78         | 45    | 17   | 38   | 5     | 7           | 65      | 107     | 322  |

### Суперлига Србије
Извор
| #  | Играч            | Утак. | Мин.   | Пое. | За 2 поена | За 3 поена | Сл. бацања | Ск. у нап. | Ск. у одб. | Асис. | Укр. | Изг. | Блок. | Блок. прим. | Нач. ЛГ | Изн. ЛГ | Инд. |
| -- | ---------------- | ----- | ------ | ---- | ---------- | ---------- | ---------- | ---------- | ---------- | ----- | ---- | ---- | ----- | ----------- | ------- | ------- | ---- |
| 3  | Филип Човић      | 17    | 331:32 | 156  | 17 / 38    | 22 / 62    | 56 / 66    | 7          | 30         | 84    | 20   | 11   | 0     | 3           | 39      | 63      | 218  |
| 4  | Марко Кешељ      | 8     | 124:44 | 54   | 13 / 23    | 7 / 25     | 7 / 11     | 8          | 14         | 8     | 8    | 3    | 2     | 2           | 16      | 8       | 39   |
| 7  | Дејан Давидовац  | 17    | 393:40 | 134  | 28 / 43    | 15 / 50    | 33 / 53    | 25         | 42         | 28    | 8    | 23   | 5     | 2           | 37      | 43      | 183  |
| 10 | Бранко Лазић     | 17    | 338:40 | 101  | 15 / 24    | 19 / 55    | 14 / 18    | 12         | 44         | 25    | 7    | 12   | 0     | 2           | 53      | 27      | 110  |
| 11 | Алекса Раданов   | 14    | 168:18 | 60   | 13 / 20    | 8 / 24     | 10 / 14    | 2          | 16         | 8     | 9    | 7    | 0     | 0           | 26      | 13      | 44   |
| 12 | Перо Антић       | 9     | 147:19 | 34   | 1 / 8      | 8 / 33     | 8 / 12     | 4          | 24         | 13    | 8    | 2    | 1     | 1           | 20      | 19      | 32   |
| 13 | Огњен Добрић     | 14    | 302:17 | 139  | 30 / 51    | 23 / 61    | 10 / 14    | 11         | 28         | 17    | 6    | 9    | 4     | 1           | 19      | 11      | 130  |
| 14 | Џејмс Фелдин     | 16    | 339:33 | 202  | 30 / 73    | 36 / 93    | 34 / 42    | 3          | 26         | 37    | 19   | 6    | 2     | 2           | 32      | 40      | 155  |
| 16 | Стефан Јанковић  | 14    | 219:39 | 111  | 31 / 45    | 12 / 31    | 13 / 23    | 10         | 42         | 14    | 13   | 6    | 10    | 1           | 42      | 22      | 116  |
| 22 | Тејлор Рочести   | 17    | 378:34 | 188  | 37 / 76    | 26 / 51    | 36 / 40    | 6          | 24         | 101   | 22   | 16   | 1     | 0           | 37      | 50      | 259  |
| 23 | Ален Омић        | 16    | 344:50 | 199  | 72 / 99    | 0 / 0      | 55 / 94    | 43         | 69         | 24    | 27   | 9    | 10    | 3           | 38      | 83      | 303  |
| 26 | Матијас Лесор    | 15    | 179:53 | 60   | 17 / 30    | 1 / 2      | 23 / 35    | 21         | 36         | 6     | 23   | 10   | 4     | 2           | 30      | 35      | 91   |
| 32 | Никола Јовановић | 14    | 131:01 | 80   | 32 / 48    | 0 / 0      | 16 / 28    | 17         | 26         | 6     | 8    | 2    | 2     | 1           | 23      | 21      | 94   |
|    | Укупно           |       |        | 1518 | 336 / 578  | 177 / 487  | 315 / 450  | 190        | 468        | 371   | 182  | 116  | 41    | 20          | 414     | 435     | 1836 |

## Галерија
- Перо Антић и Небјоша Илић
- Перо Антић
- Перо Антић
- Стефан Јанковић
- Тејлор Рочести
- Немања Дангубић
- Марко Кешељ
- Стручни штаб
- Душан Алимпијевић
- Дејан Давидовац
- Матијас Лесор
- Перо Антић и Милко Бјелица
- Добрић и Лазић
- Бранко Лазић
- Дилан Енис
- Џејмс Фелдин
- Никола Јовановић